# سكوت أور
سكوت أور (بالإنجليزية: Scott Orr)‏ هو مصمم وشخصية أعمال أمريكي، ولد في 1950.